# Ferrari SP12 EC
La Ferrari SP12 EC è un esemplare unico di vettura realizzato dalla Ferrari nel 2012 appositamente per il musicista britannico Eric Clapton.

## Storia
Questa vettura è un unico esemplare ed è stata commissionata direttamente alla casa automobilistica di Maranello dal bluesman britannico Eric Clapton il quale, da appassionato ferrarista già proprietario di altri modelli, desiderava acquistare una versione che s'ispirasse alla Ferrari 512 BB da lui posseduta in gioventù.
La realizzazione di tale progetto ha coinvolto un apposito team del Centro Stile Ferrari in collaborazione con la Pininfarina e ha raggiunto un costo che ha sfiorato il milione di Euro.

## Caratteristiche
La vettura impiegata come base per questa one-off è stata la Ferrari 458 Italia e le modifiche apportate sono state prevalentemente di carattere estetico, atte a rievocare le caratteristiche salienti della Ferrari 512 BB suggerita dal committente. 
Gli elementi più riconoscibili sono l'ampia griglia cromata anteriore, una fascia nera opaca nella parte bassa della carrozzeria, la presa d'aria cromata sul cofano anteriore e i proiettori posteriori dalla forma circolare montati anch'essi su un fondo nero opaco. La carrozzeria è verniciata di un rosso metallizzato e gli interni sono in pelle chiara rifinita a mano come tradizione della casa di Maranello. 
Dal punto di vista meccanico la vettura ha la guida a destra poiché destinata alla Gran Bretagna e inoltre il committente aveva fatto richiesta di montare un propulsore V12, tuttavia l'operazione non si è resa realizzabile per via delle dimensioni del vano motore, pertanto l'esemplare monta l'originale motore V8.
La vettura è stata poi regolarmente immatricolata con una targhe inglesi personalizzate recanti i caratteri SP12 EPC, dove le ultime tre lettere sono le iniziali stesse del musicista.